# Гурбанов Ільгар Бахрам-огли
Ільгар Гурбанов (азерб. İlqar Qurbanov, нар. 25 квітня 1986, Баку) — азербайджанський футболіст, півзахисник клубу «Карабах» та національної збірної Азербайджану. Двоюрідний брат Вагіфа Джавадова, син Бахрама Гурбанова, в минулому футболіста.

## Клубна кар'єра
Футболом почав займатися в Азербайджані. З 2000 року грав у юнацькій команді турецького «Фенербахче», був капітаном команди. До сезону 2004/05 почував, що переріс дубль та готовий виступати в основній команді. Однак відносини з головним тренером Крістофом Даумом не склалися і Гурбанов повернувся в Азербайджан.
З 2004 року став виступати за «Хазар-Ланкаран», з яким в першому ж сезоні виграв срібло чемпіонату Азербайджану, а в сезоні 2006/07 років зробив золотий дубль. Всього за клуб провів 56 матчів та забив 6 голів.
З 2007 року знову став виступа в Туреччині, де грав в Суперлізі за «Сівасспор». У новій команді проявити не зумів, оскільки програв конкуренцію бомбардиру та капітану клубу Мохамеду Алі Куртулушу. Незабаром перейшов до клубу першої ліги Туреччини «Болуспора», де провів сезон 2008/09.
У сезоні 2009/10 грав за столичний «Олімпік-Шувалан», але перед початком сезону 2010/11 повернувся до турецької першої ліги, у клуб «Мерсін Ідманюрду». З останнього клубу пішов за власним бажанням, оскільки почалися фінансові негаразди та організаційний хаос в клубі.
11 січня 2011 року підписав контракт на півроку з агдамським «Карабахом». Пізніше контракт був продовжений. Відіграв за шістть сезонів за команду з Агдама 109 матчів у національному чемпіонаті.
2017 року приєднався до лав клубу «Габала».

## Виступи за збірну
2004 року дебютував в офіційних матчах у складі національної збірної Азербайджану. За п'ять років провів у формі головної команди країни 29 матчів, забивши 1 гол.

## Титули і досягнення
- Чемпіон Азербайджану (5):

«Хазар-Ланкаран»: 2006-07
«Карабах»: 2013-14, 2014-15, 2015-16, 2016-17
- Володар Кубка Азербайджану (5):

«Хазар-Ланкаран»: 2006-07
«Карабах»: 2014-15, 2015-16, 2016-17
«Габала»: 2018-19